# Dan Carpenter
Daniel Roy Carpenter (Omaha, 25 novembre 1985) è un giocatore di football americano statunitense che gioca nel ruolo di placekicker per i Buffalo Bills della National Football League (NFL). Al college ha giocato a football all'Università del Montana.

## Carriera professionistica

### Miami Dolphins
Non scelto nel draft NFL 2008, Carpenter firmò coi Dolphins. Il 29 aprile 2008 firmò un contratto di due anni con un bonus alla firma di 7.500 dollari. Debuttò come professionista il 7 settembre 2008 contro i New York Jets indossando la maglia numero 5. La stagione successiva fu convocato per il suo primo Pro Bowl.
Il 5 dicembre 2010 grazie a un field goal messo a segno da 60 yard realizzò il nuovo record della franchigia. Il 14 agosto 2013, Carpenter fu svincolato dai Dolphins in favore del rookie Caleb Sturgis.

### Buffalo Bills
Dopo aver passato brevemente l'estate 2013 nei roster di Arizona Cardinals e New York Jets, il 3 settembre 2013 Carpenter firmò coi Buffalo Bills per sostituire il kicker Dustin Hopkins infortunato all'inguine. L'11 marzo 2014, firmò un rinnovo con i Bills. Nella settimana 1 della stagione 2014 segnò il field goal della vittoria ai tempi supplementari in trasferta sui Chicago Bears, venendo premiato come miglior giocatore degli special team della AFC della settimana. Nella settimana 5 fu ancora decisivo allo scadere, segnando a 4 secondi dal termine il field goal della vittoria in rimonta in casa dei Lions dalla distanza di 58 yard (secondo massimo in carriera eguagliato).

## Palmarès
- Convocazioni al Pro Bowl: 1

2009
- PFWA All-Rookie Team - 2008
- Giocatore degli special team della AFC del mese: 2

novembre 2008, ottobre 2010
- Giocatore degli special team della AFC della settimana: 1

1ª del 2014

## Statistiche
| Partite totali       | 92  |
| Field goal tentati   | 191 |
| Field goal segnati   | 160 |
| Field goal più lungo | 60  |

Statistiche aggiornate alla stagione 2013